# Bertiera
Bertiera es un género con 87 especies de plantas con flores perteneciente a la familia Rubiaceae. Contiene alrededor de medio centenar de especies, con treinta y más conocidas de África tropical, cinco conocidas de varias islas del Océano Índico y cinco se encuentran en los trópicos del continente americano .
Es el único género de la tribu Bertiereae de la subfamilia Ixoroideae.

## Especies
| - Bertiera adamsii (Hepper) N.Hallé - Bertiera aequatorialis N.Hallé - Bertiera aethiopica Hiern - Bertiera angusiana N.Hallé - Bertiera angustifolia Benth. - Bertiera annobonensis G.Taylor ex Mildbr. - Bertiera arctistipula N.Hallé - Bertiera batesii Wernham - Bertiera bicarpellata (K.Schum.) N.Hallé - Bertiera bistipulata Bojer ex Wernham - Bertiera borbonica A.Rich. ex DC. - Bertiera bracteolata Hiern - Bertiera bracteosa (Donn.Sm.) B.Ståhl & L.Andersson - Bertiera breviflora Hiern - Bertiera brevithyrsa A.P.Davis - Bertiera chevalieri Hutch. & Dalziel - Bertiera congolana De Wild. & T.Durand - Bertiera crinita (A.Rich.) Wittle & A.P.Davis - Bertiera elabensis K.Krause - Bertiera fimbriata Hepper - Bertiera globiceps K.Schum. - Bertiera gonzaleoides Griseb. - Bertiera guianensis Aubl. - Bertiera heterophylla Nguembou & Sonké - Bertiera iturensis K.Krause - Bertiera lanx N.Hallé - Bertiera laurentii De Wild. - Bertiera laxa Benth. - Bertiera laxissima K.Schum. - Bertiera ledermannii K.Krause | - Bertiera lejolyana Nguembou & Sonké - Bertiera letouzeyi N.Hallé - Bertiera longiloba K.Krause - Bertiera longithyrsaBaker - Bertiera loraria N.Hallé - Bertiera lujae De Wild. - Bertiera naucleoides (S.Moore) Bridson - Bertiera orthopetala (Hiern) N.Hallé - Bertiera parviflora Spruce ex K.Schum. - Bertiera pauloi Verdc. - Bertiera pedicellata (Hiern) Wernham - Bertiera procumbens K.Schum. & K.Krause - Bertiera pubiflora (Steyerm.) L.Andersson & B.Ståhl - Bertiera racemosa (G.Don) K.Schum. - Bertiera retrofracta K.Schum. - Bertiera rosseeliana Sonké, Esono & Nguembou - Bertiera rufa A.Rich. ex DC. - Bertiera rugosa L.Andersson & C.H.Perss. - Bertiera sphaerica N.Hallé - Bertiera spicata (C.F.Gaertn.) K.Schum. - Bertiera subsessilis Hiern - Bertiera tessmannii K.Krause - Bertiera thollonii N.Hallé - Bertiera thonneri De Wild. & T.Durand - Bertiera troupinii N.Hallé - Bertiera viburnoides(Standl.) J.H.Kirkbr. - Bertiera zaluzania Comm. ex C.F.Gaertn. |

## Sinonimia
- Berthiera, Justenia, Pomatium